# Vassylkiv
Vassilkov
Vassylkiv (ukrainien : Васильків) ou Vassilkov (russe : Васильков) est une ville du raïon d'Oboukhiv dans l'oblast de Kiev, en Ukraine. Sa population s’élevait à 37 310 habitants en 2021. Vassylkiv fait aujourd'hui partie de l'agglomération de Kiev.

## Géographie

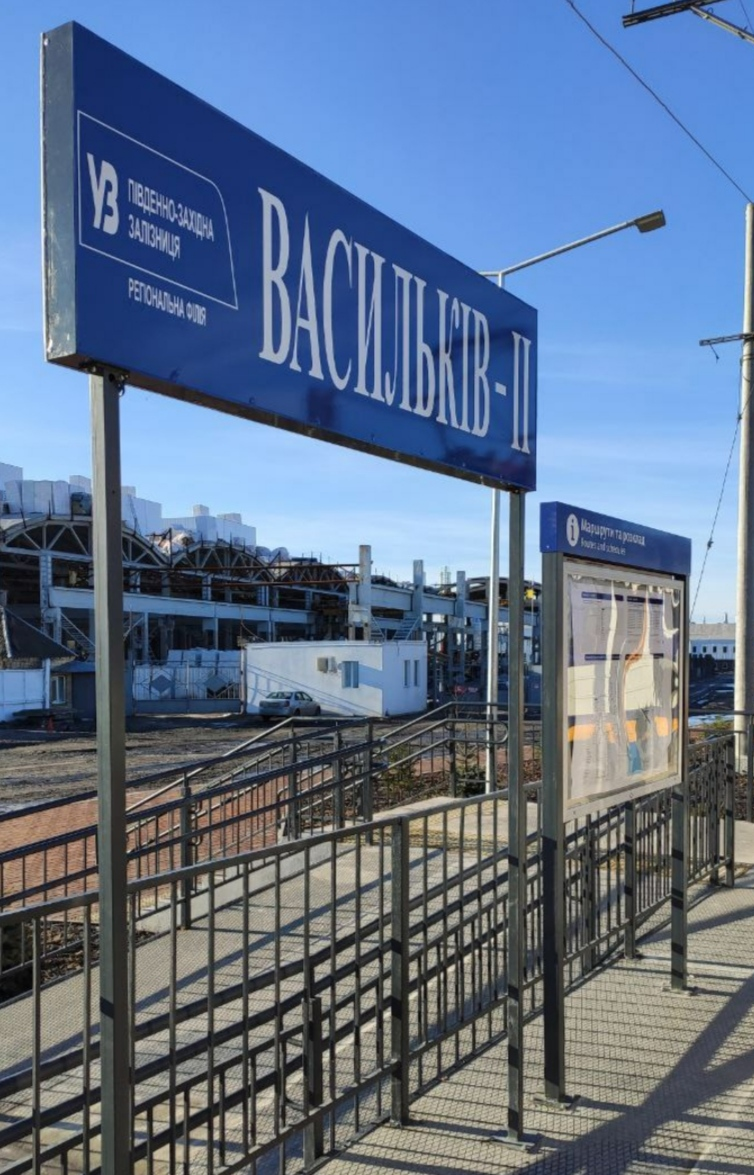
Vassylkiv II.

Vassylkiv est située sur la rivière Stouhna, à 32 km au sud-ouest de Kiev qui est relié au réseau ferroviaire par gare de Vassylkiv-II.

## Histoire
L'origine exacte de Vassylkiv n'est pas connue, mais au début du Xe siècle, Vladimir le Grand y aurait installé ses nombreuses concubines. Peu après la conversion de l'Ukraine au christianisme conduite par Vladimir, ce prince fit construire une forteresse dans la région et la nomma Vassilev, d'après saint Vassily (saint Basile).
En 1240, la ville est détruite par les invasions mongoles et ne se rétablit que lentement. Le droit de Magdebourg lui fut accordé en 1586, lui donnant des privilèges.
La première maison de quarantaine médicale en Ukraine y est établie en 1740
Entre 1756 et 1758, une église baroque ukrainienne fut bâtie sur le site supposé de la naissance de saint Théodose. Il semble toutefois qu'après ce glorieux commencement, la ville tomba dans l'oubli. Elle en sortit par une anecdote liée à Catherine II. Selon la légende, en passant par Vassylkiv en pleine nuit, sa voiture perdit une roue. La secousse réveilla Catherine, qui demanda le nom de la ville puis se rendormit. Ses serviteurs réparèrent la roue et déplacèrent la voiture. À son réveil, apprenant qu'elle était encore à Vassylkiv, elle dit : « C'est une grande ville, en fait ». En 1796, Vassylkiv reçut le statut de ville.
Les troupes russes prennent la ville après la défaite de la révolte des décembristes en 1825.
Vasylkiv joua un rôle important au cours de la guerre froide en raison de la Base aérienne de Vassylkiv, située à 7 km au nord de la ville. Des chasseurs de l'armée de l'air ukrainienne y sont basés ainsi que le Commandement centre de la Force aérienne ukrainienne. En 2020 il a perdu son rôle de chef lieu du raïon de Vassylkiv.
Le 26 février 2022, dans le cadre de l'invasion russe de l'Ukraine, la ville est le théâtre d'affrontements entre forces russes et ukrainiennes.

## Population
Recensements (*) ou estimations de la population :
| 1897*  | 1923*  | 1926*  | 1939*  | 1959*  | 1970*  |
| ------ | ------ | ------ | ------ | ------ | ------ |
| 13 132 | 11 225 | 20 743 | 15 169 | 20 450 | 26 741 |

| 1979*  | 1989*  | 2001*  | 2011   | 2012   | 2013   |
| ------ | ------ | ------ | ------ | ------ | ------ |
| 32 852 | 40 277 | 39 722 | 36 537 | 36 427 | 36 672 |

| 2021   | - | - | - | - | - |
| ------ | - | - | - | - | - |
| 37 310 | - | - | - | - | - |

## Culture

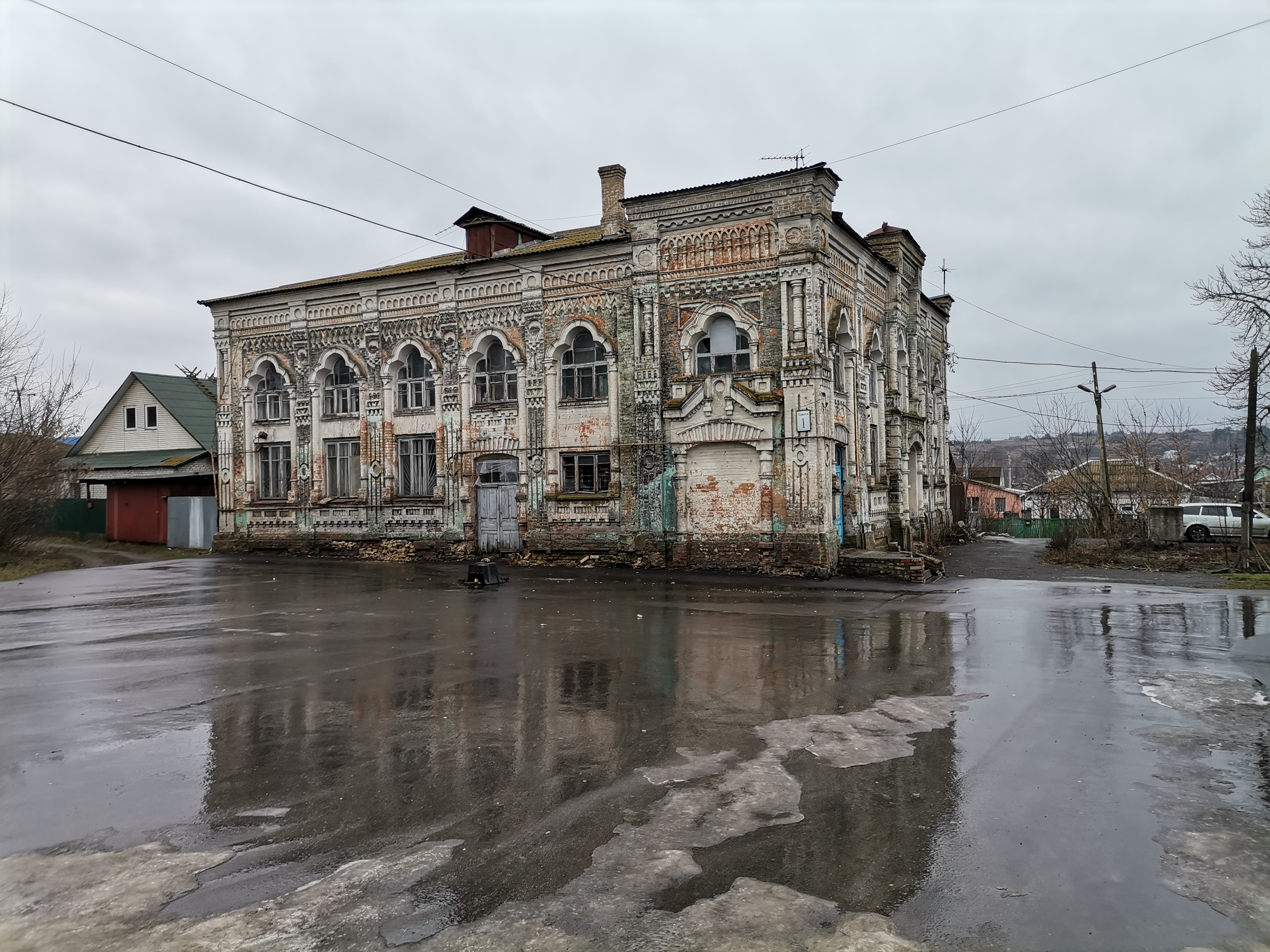
La synagogue Beker, 1 rue Pouchkine, classée
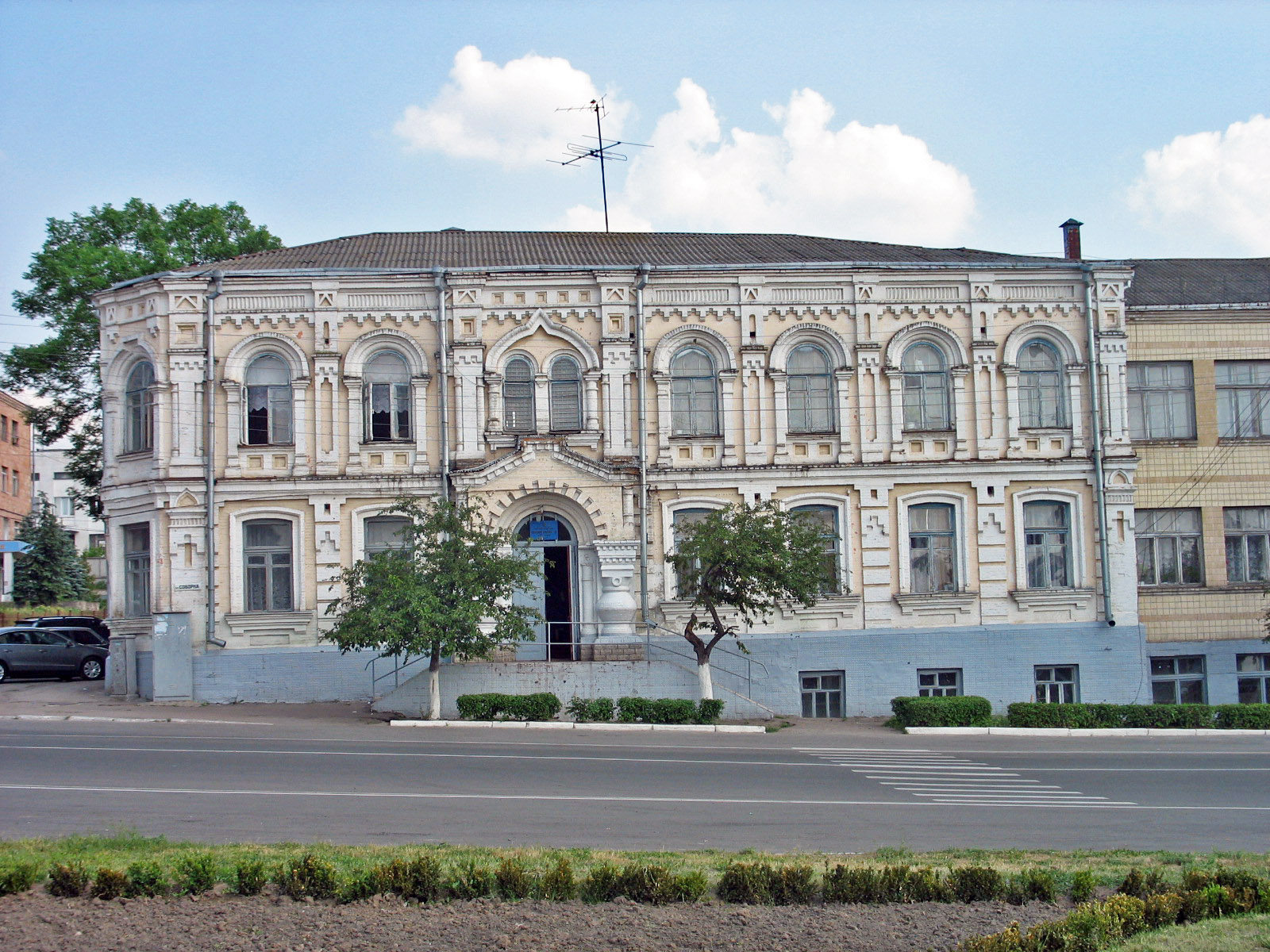
et celle de la rue Pokrovska.
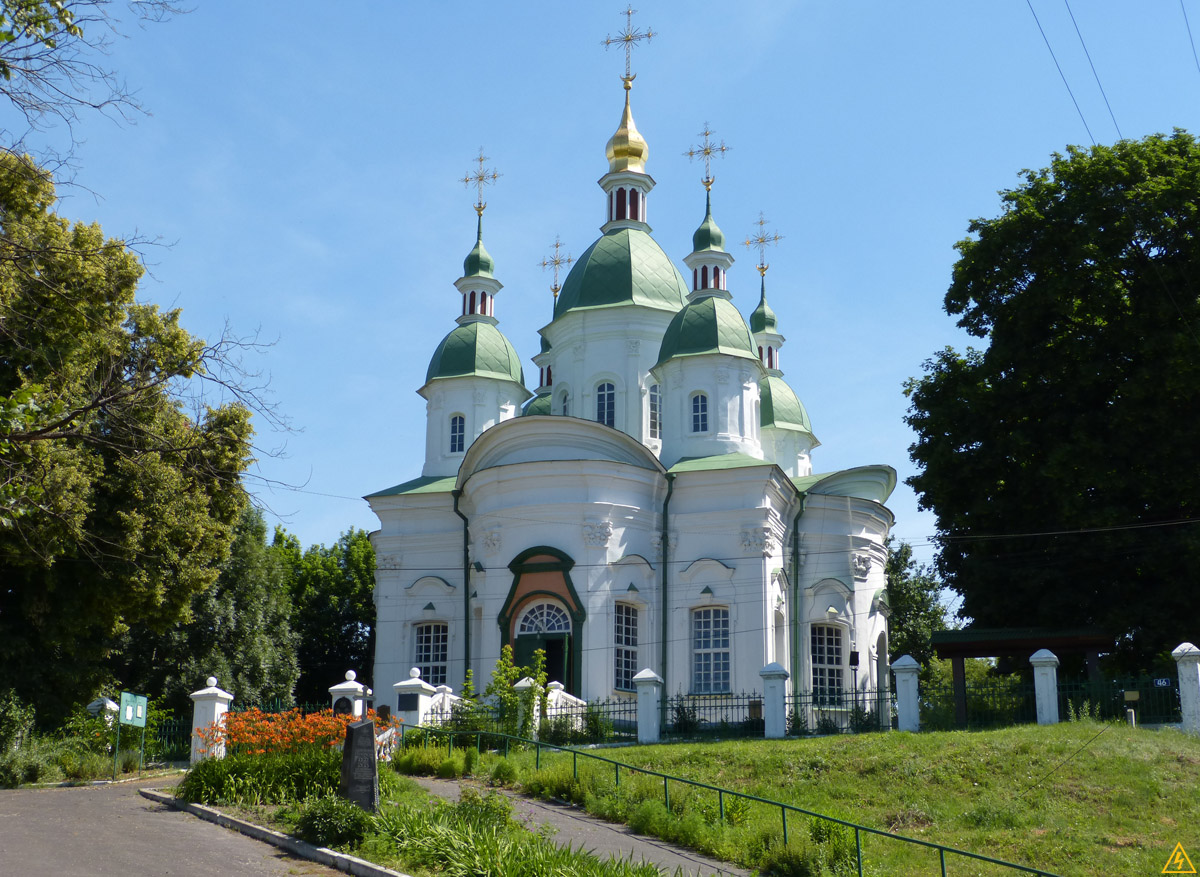
La cathédrale Antoine et Théodose, classée[7].
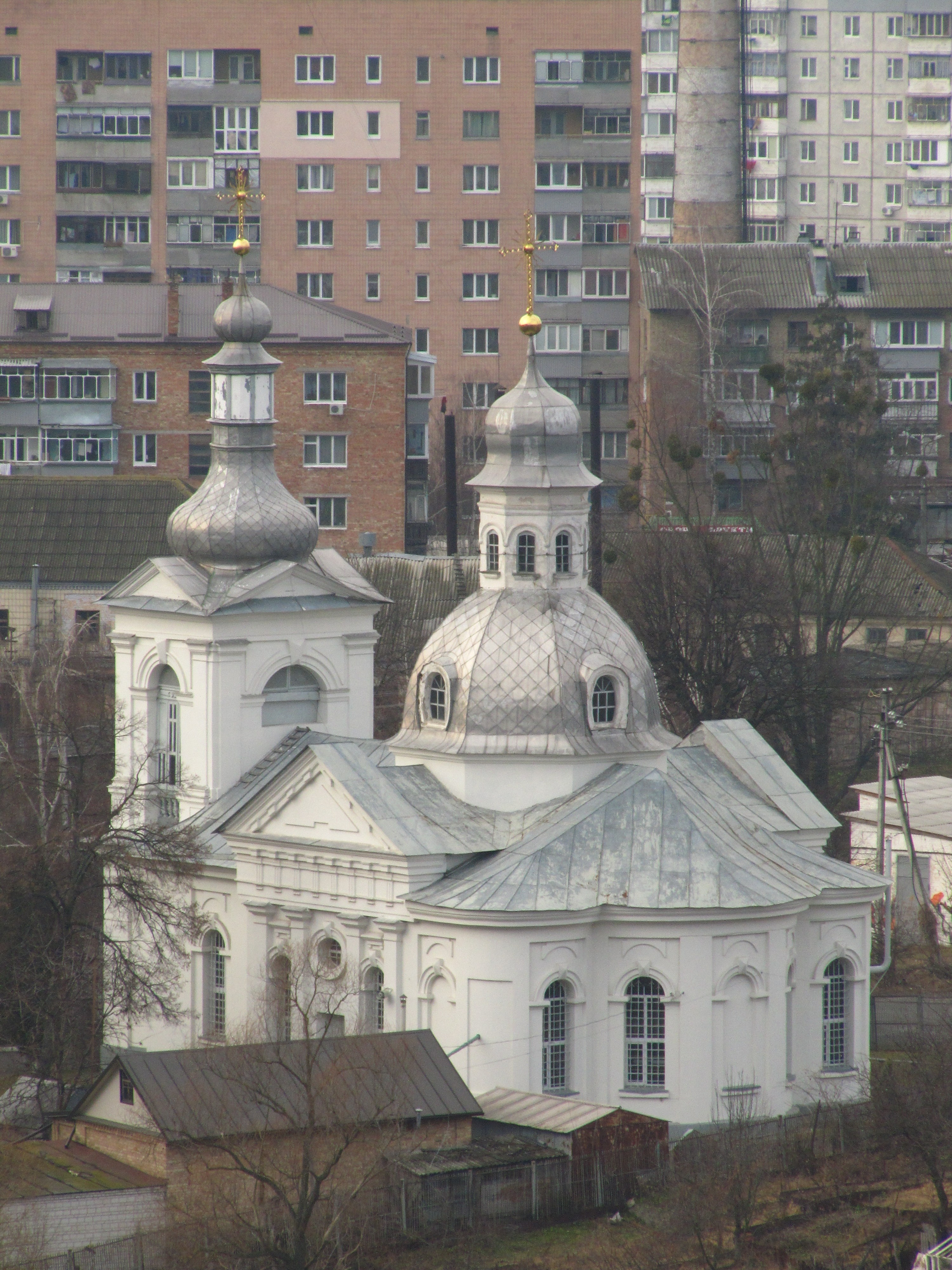
Eglise st-Nicolas classée[8].
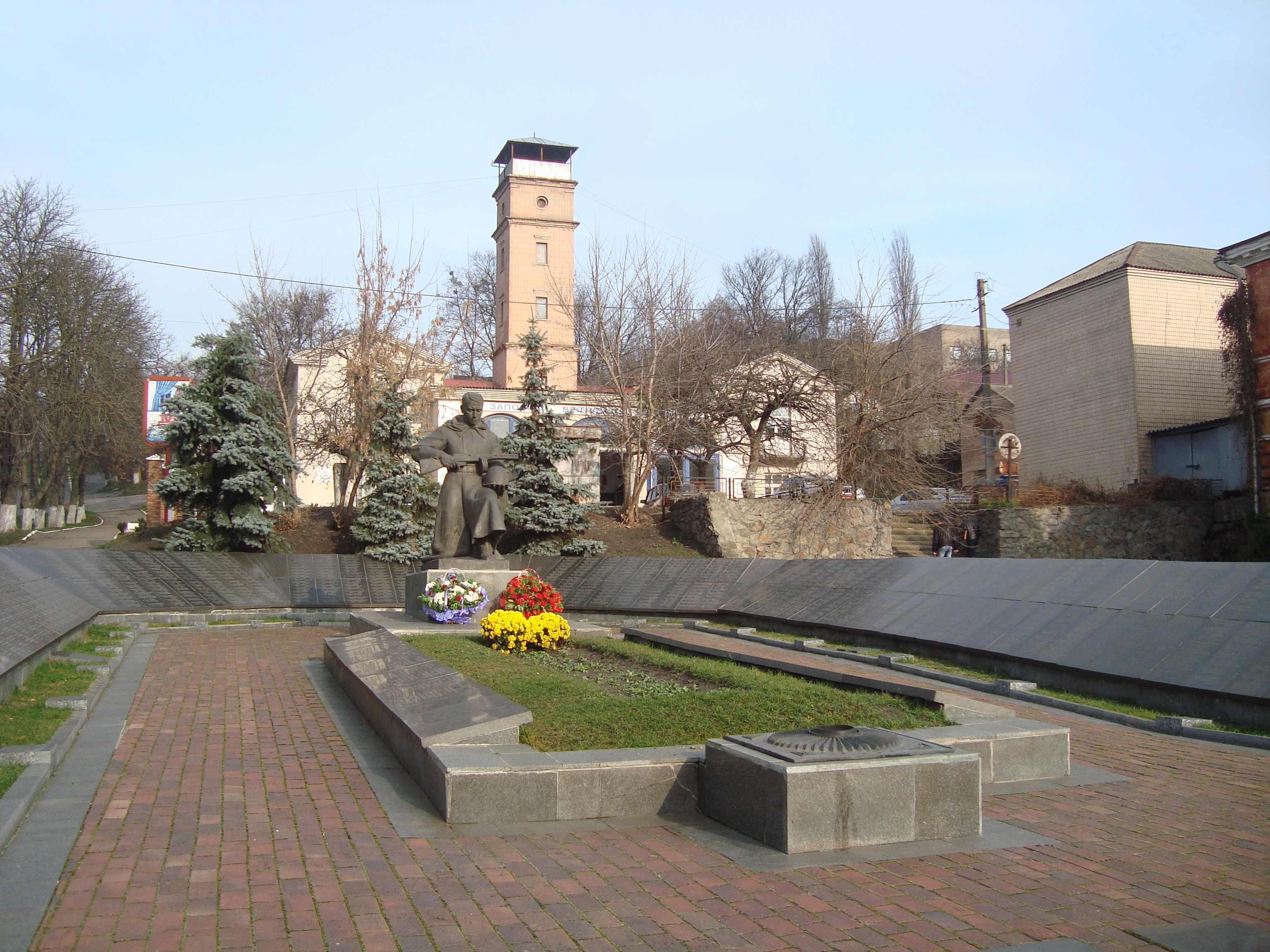
La nécropole aux soldats tchécoslovaques et soviétiques , classée[9] et en arrière plan la tour des pompiers.

### Art local
La ville de Vassylkiv est aussi connue pour avoir été un centre important de production de poterie depuis le XVIIIe siècle puis avoir abrité une manufacture de faïence ou de majolique où a été créée le Coq en faïence de Vassylkiv,. Actuellement il existe un musée d'histoire locale qui présente l'histoire de la fabrication de ces céramiques.

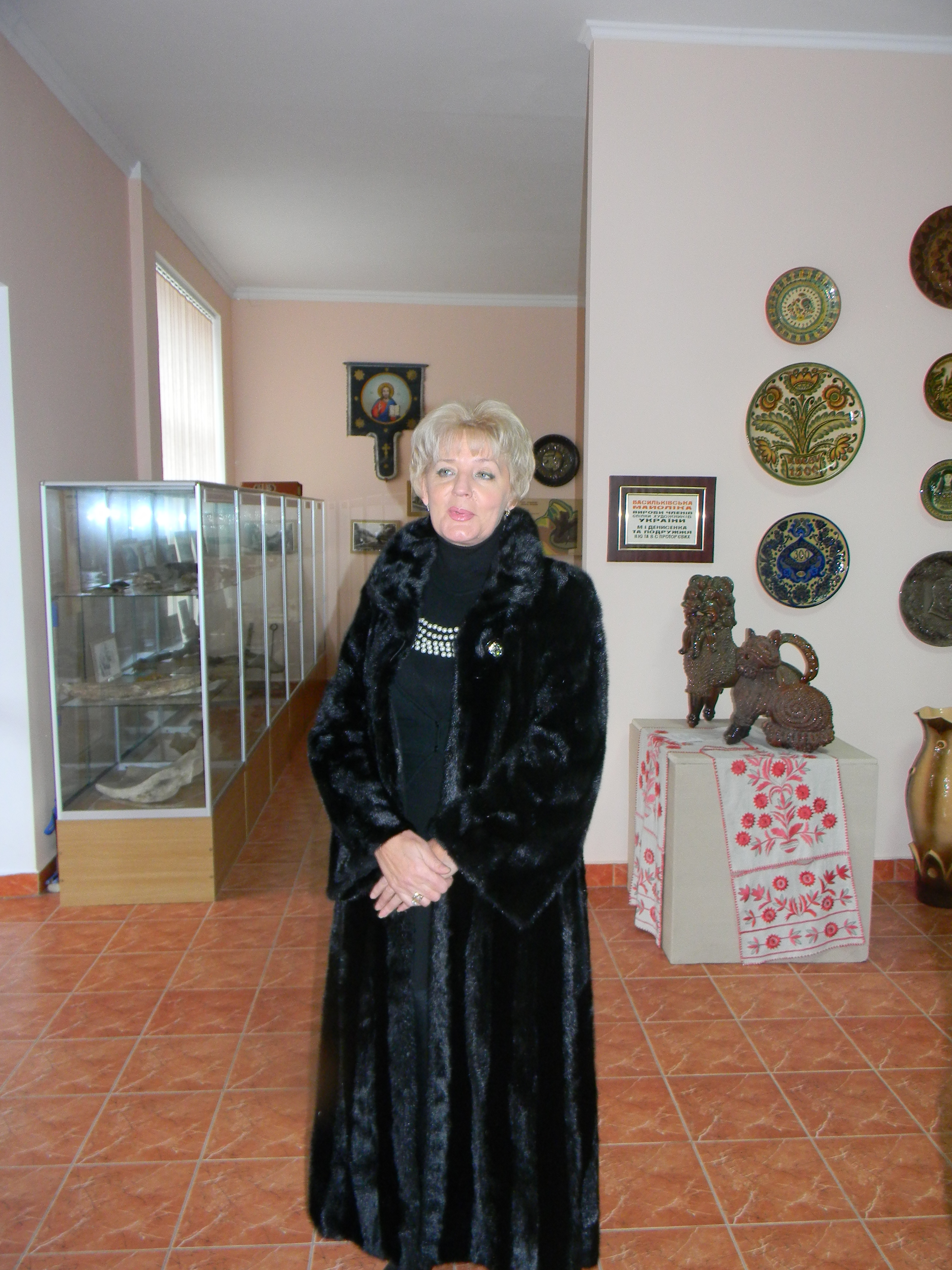
La directrice du musée en 2011.
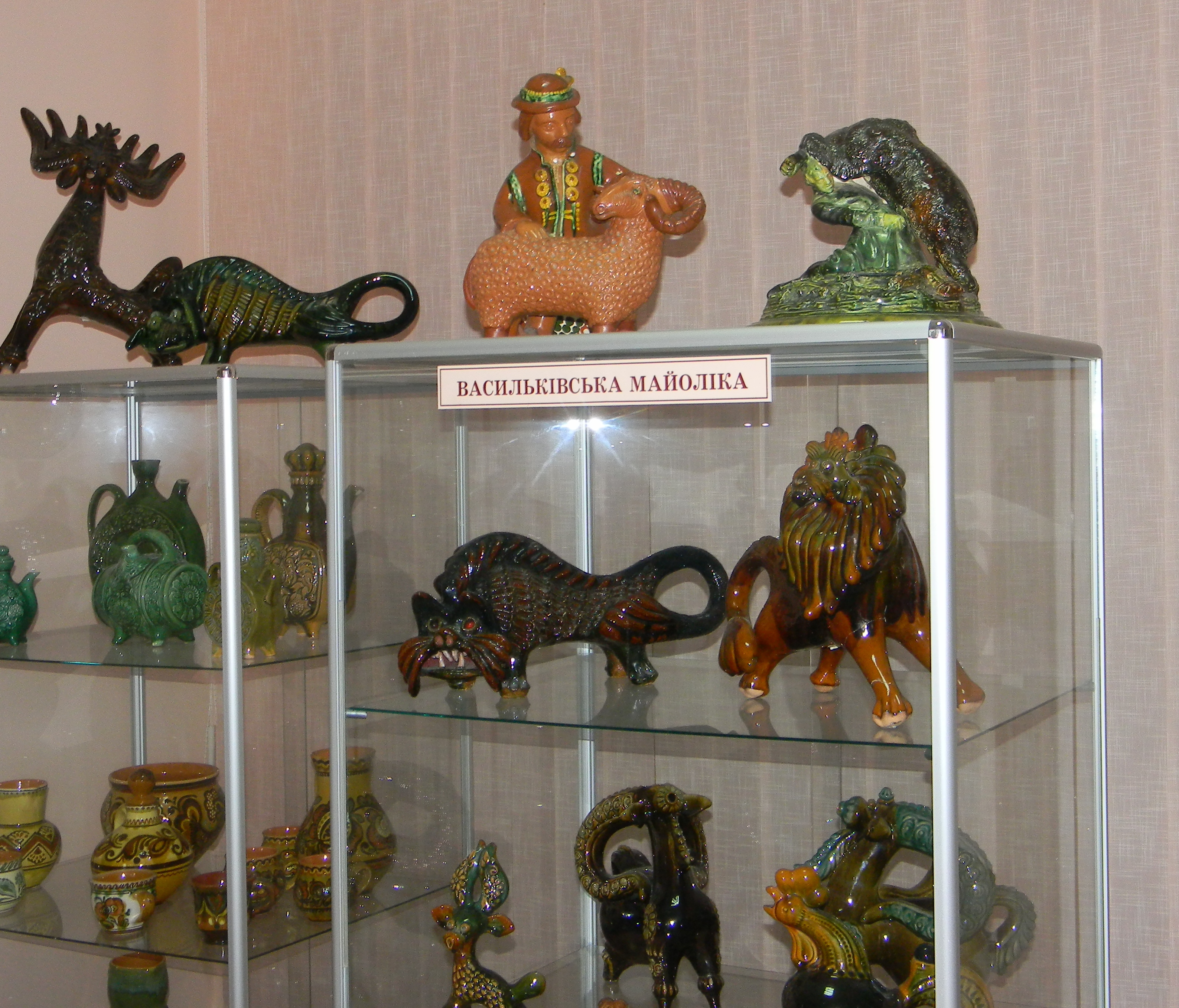
Quelques exemples de majoliques.
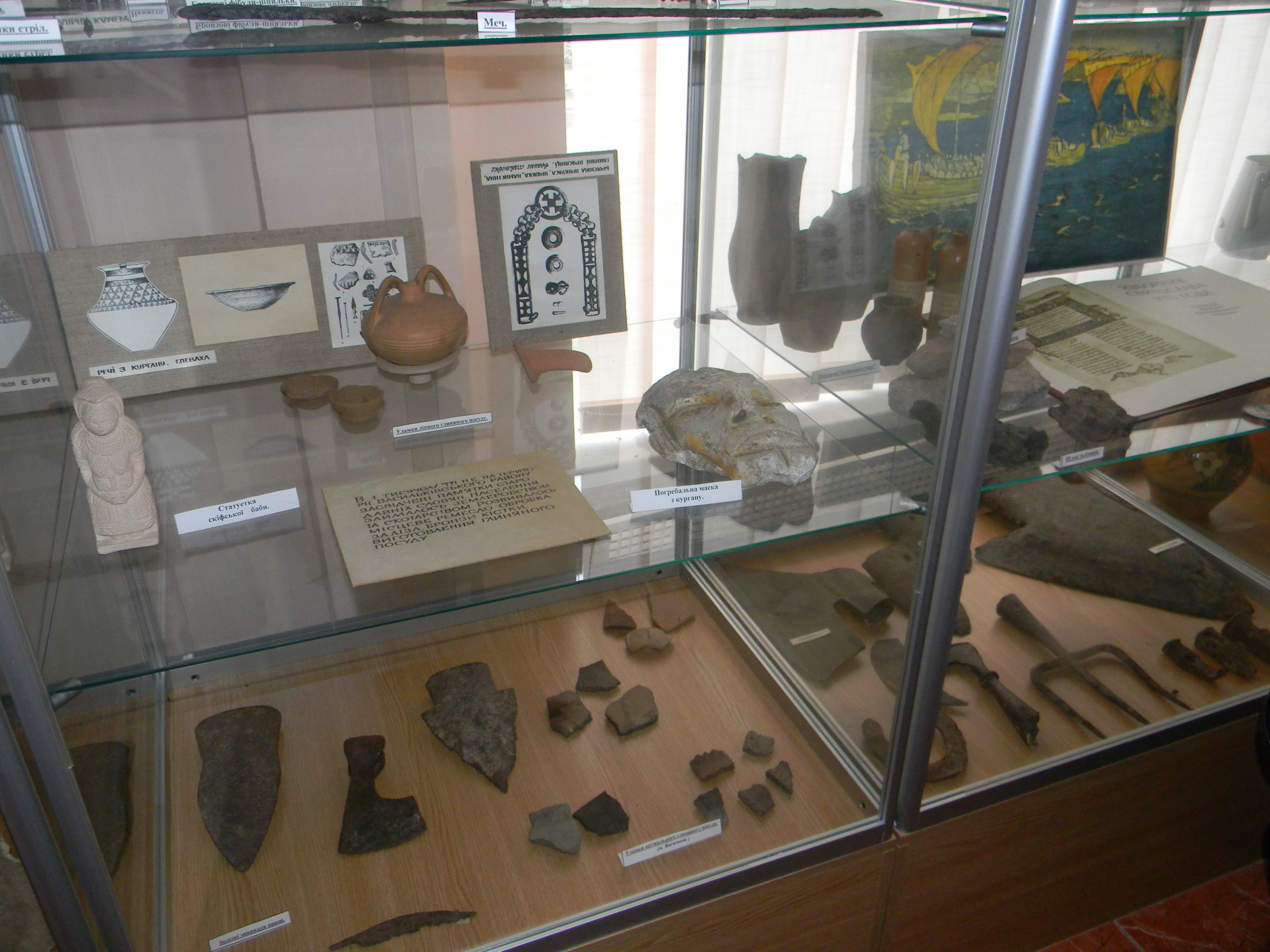
Objets de fouilles archéologiques.
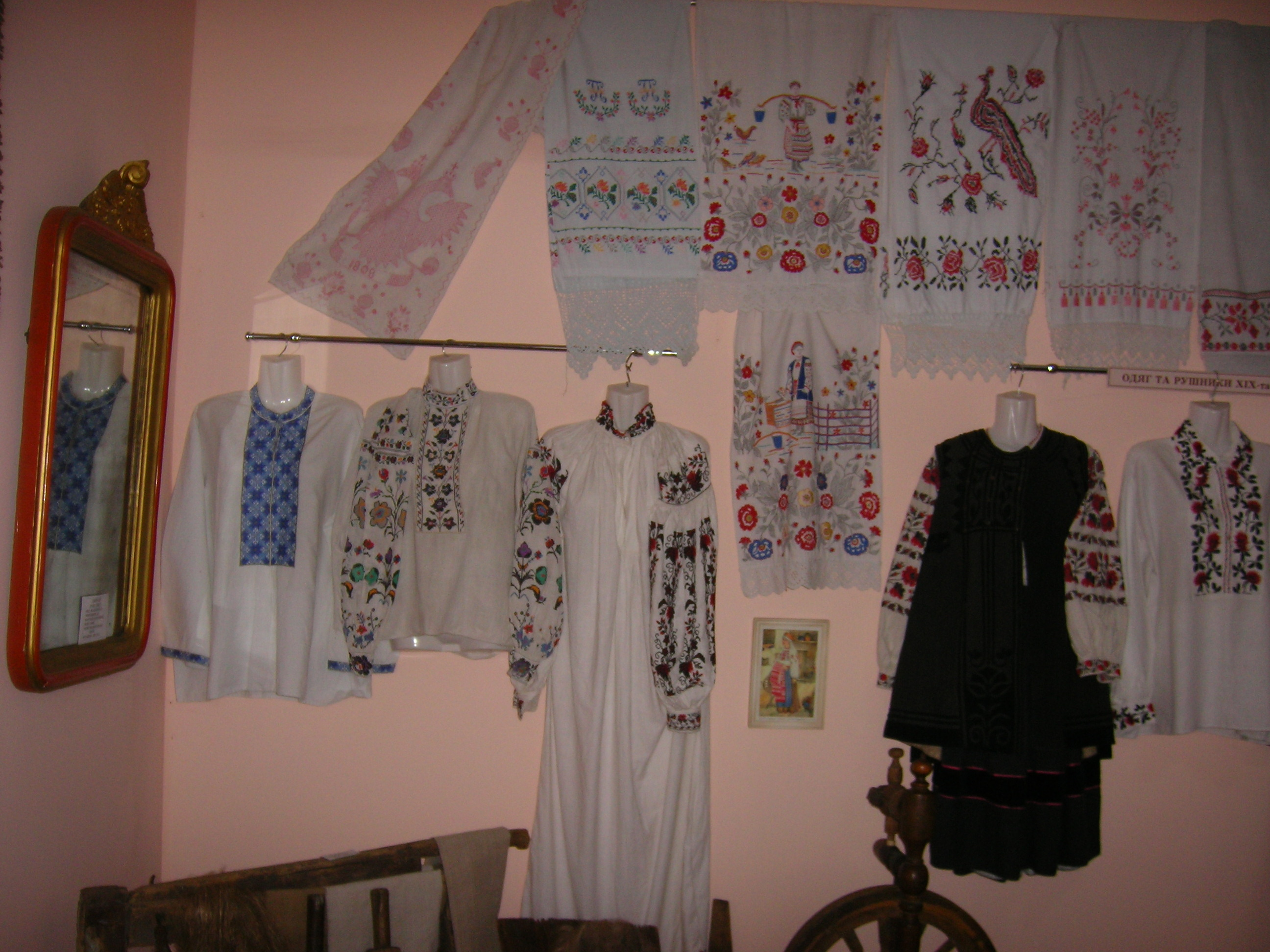
Habits locaux.

### Personnalités liées
- Vitalina Bibliv, actrice y est née.